# 落合正勝
落合 正勝（おちあい まさかつ、1945年 - 2006年8月7日）は、日本の服飾評論家、ジャーナリスト。

## 略歴
東京都中央区築地生まれ。立教大学法学部卒業。『ジャパンタイムズ』を経て服飾評論家として独立。1994年5月、男性向けファッション雑誌『Men'Ex』（世界文化社）の連載で「クラシコ・イタリア」という言葉を紹介し、「ファッションとは流行を追うばかりでなく普遍的なクラシックがある」と主張し、服飾評論の世界に一石を投じた。1997年、フィレンツェ市長よりベスト・ペン・プライズを受賞。1998年、東洋人として初めてクラシコ・イタリア大賞を受賞。ファッション誌に限らず、中日新聞や生活雑誌『サライ』（小学館）などでも連載を勤めた。2006年8月7日、咽頭癌で死去。享年61。

## 著書
- 『クラシコ・イタリア礼讃』世界文化社 1997/6
- 『ファッションは政治である―モードに秘められた権力の構造』はまの出版 1999/7
- 『男の服装術―「選ぶ」「着る」「履く」「結ぶ」の基本教えます』はまの出版 1999/10
- 『男の服 こだわりの流儀』世界文化社 2000/6
- 『服飾評論家が見てきた洒落者たちの風景』はまの出版 2000/6
- 『男の服装術 カジュアル編―理屈から入る「色」「素材」「形」「組み合わせ」の大原則』はまの出版 2000/9
- 『男の服装 お洒落の基本』世界文化社 2001/4
- 『紳士のブランド もちもののものさし』小学館 2001/5
- 『男の服装お洒落の定番』世界文化社 2002/7
- 『ダンディズム―靴、鞄、眼鏡、酒…』光文社新書 2003/1
- 『「紳士」と呼ばせる服装術―靴からタキシードまで』小学館 2003/5
- 『男の装い 基本編（講談社文庫）』講談社 2003/9
- 『「男」お洒落指南』主婦と生活社 2003/9
- 『こだわりの服装術』世界文化社 2003/11
- 『[新版]男の服装術 スーツの着こなしから靴の手入れまで』PHP研究所 2004/1/22
- 『男の変身術』PHP研究所 2004/8/24
- 『男の服装術 カジュアル編―着こなしの基本からオフィスカジュアルまで』PHP研究所 2005/7
- 『落合流、お洒落術』世界文化社 2005/10
- 『持つべき男の小道具30（サライブックス）』小学館 2006/2
- 『落合正勝 私の愛するモノ、こだわるモノ』世界文化社 2007/4/5